# Министерство инфраструктуры и регионального развития Республики Молдова
Министерство инфраструктуры и регионального развития Республики Молдова (рум. Ministerul Infrastructurii și Dezvoltării Regionale al Republicii Moldova) — одно из 14 министерств Правительства Республики Молдова.
В 2017 в рамках правительственной реформы в Молдове, Министерство строительства и регионального развития было переименовано в Министерство сельского хозяйства, регионального развития и окружающей среды, в которое вошли Министерство сельского хозяйства и пищевой промышленности и Министерство охраны окружающей среды.
В 2021 в ходе реорганизации правительства, вновь стало самостоятельным ведомством, выделенным из состава министерства экономики и инфраструктуры и министерства сельского хозяйства, регионального развития и окружающей среды.

## Руководство
- Министр — Владимир Боля
- Генеральный секретарь — Анжела Цуркану
- Заместитель генерального секретаря — Татьяна Нирка
- Госсекретари — Вячеслав Шипитка, Мирча Пэскэлуцэ и Николай Мындра

## Список министров
|   | Имя               | Начало           | Конец            | Примечания                                    |
| - | ----------------- | ---------------- | ---------------- | --------------------------------------------- |
| 1 | Михаил Северован  | 25 января 1997   | 12 ноября 1999   |                                               |
| 2 | Владимир Антосий  | 19 апреля 2005   | 31 марта 2008    |                                               |
| 3 | Владимир Балдович | 31 марта 2008    | 25 сентября 2009 |                                               |
| 4 | Марчел Рэдукан    | 25 сентября 2009 | 18 февраля 2015  |                                               |
| 5 | Василий Бытка     | 18 февраля 2015  | 20 января 2016   |                                               |
| 6 | Андрей Спыну      | 6 августа 2021   | 10 февраля 2023  | вице-премьер-министр и. о. 10—16 февраля 2023 |
| 7 | Лилия Дабижа      | 16 февраля       | 14 июля 2023     |                                               |
| 8 | Андрей Спыну      | 17 июля 2023     | 11 ноября 2024   |                                               |
| 9 | Владимир Боля     | c 19 ноября 2024 |                  | вице-премьер-министр                          |